# Michał Pacholski

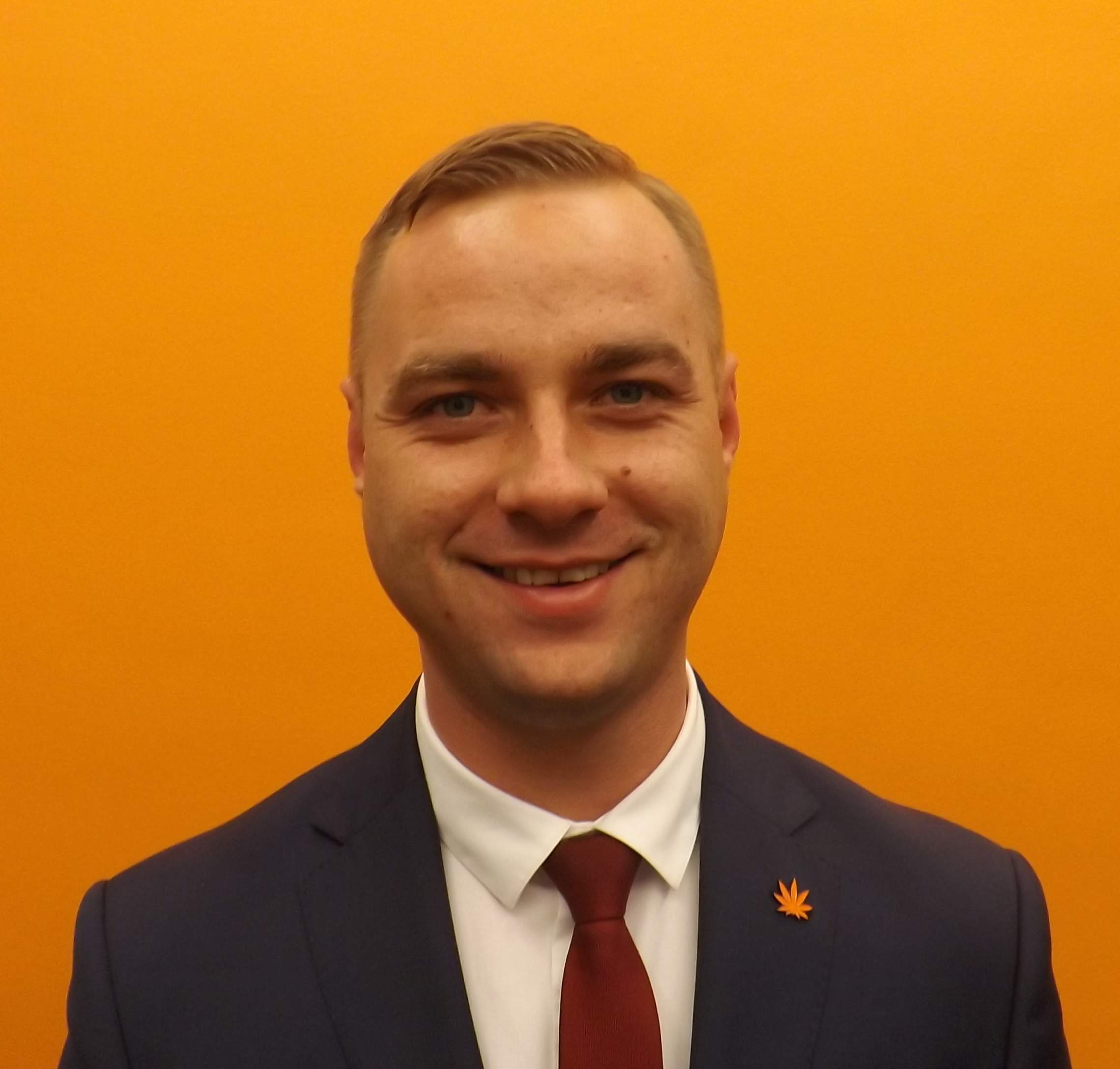
Michał Pacholski (2013)

Michał Tomasz Pacholski (* 31. Oktober 1985 in Łęczyca) ist ein polnischer Politiker der Ruch Palikota (Palikot-Bewegung).
Michał Pacholski hat ein abgeschlossenes Magisterstudium in Geodäsie. Er war vier Jahre in einer Behörde der Kommunalen Selbstverwaltung tätig. Vor seiner Wahl in den Sejm arbeitete er als Bauingenieur bei einem Privatunternehmen. 2010 kandidierte er erfolglos bei den Wahlen zur kommunalen Selbstverwaltung. Im Jahr darauf bewarb er sich von der Liste der Ruch Palikota um einen Sitz im Sejm. 12.918 Wähler im Wahlkreis 11 Sieradz stimmten für ihn, so dass seine Kandidatur erfolgreich war. 
Momentan (2011) studierte er postgraduell Bauwesen.